# 1987년 팬아메리칸 게임
1987년 팬아메리칸 게임은 1987년 8월 8일부터 8월 23일까지 미국 인디애나주의 인디애나폴리스에서 열린 10번째 팬아메리칸 게임이다.

## 참가국
- 아르헨티나
- 아루바
- 앤티가 바부다
- 바하마
- 바베이도스
- 벨리즈
- 버뮤다
- 볼리비아
- 브라질
- 영국령 버진아일랜드
- 캐나다
- 케이맨 제도
- 칠레
- 콜롬비아
- 코스타리카
- 쿠바
- 도미니카 공화국
- 에콰도르
- 엘살바도르
- 그레나다
- 과테말라
- 가이아나
- 아이티
- 온두라스
- 자메이카
- 멕시코
- 네덜란드령 안틸레스
- 니카라과
- 파나마
- 파라과이
- 페루
- 푸에르토리코
- 수리남
- 트리니다드 토바고
- 우루과이
- 미국 (개최국)
- 베네수엘라
- 미국령 버진아일랜드

## 개최 종목
- 근대5종
- 농구
- 다이빙
- 레슬링
- 롤러 스케이팅
- 배구
- 복싱
- 사격
- 사이클
- 수영
- 수상스키
- 소프트볼
- 싱크로나이즈드 스위밍
- 승마
- 야구
- 양궁
- 역도
- 유도
- 육상
- 요트
- 조정
- 축구
- 체조
- 카누
- 탁구
- 태권도
- 테니스
- 펜싱
- 피겨 스케이팅
- 핸드볼

## 메달 집계
| 순위 | 국가                | 금메달 | 은메달 | 동메달 | 합계 |
| ---- | ------------------- | ------ | ------ | ------ | ---- |
| 1    | 미국                | 168    | 118    | 83     | 369  |
| 2    | 쿠바                | 75     | 52     | 48     | 175  |
| 3    | 캐나다              | 30     | 57     | 75     | 162  |
| 4    | 브라질              | 14     | 14     | 33     | 61   |
| 5    | 아르헨티나          | 12     | 14     | 22     | 48   |
| 6    | 멕시코              | 9      | 11     | 18     | 38   |
| 7    | 베네수엘라          | 3      | 11     | 12     | 26   |
| 8    | 콜롬비아            | 3      | 8      | 13     | 24   |
| 9    | 푸에르토리코        | 3      | 6      | 20     | 29   |
| 10   | 코스타리카          | 3      | 4      | 4      | 11   |
| 11   | 자메이카            | 2      | 3      | 8      | 13   |
| 12   | 우루과이            | 2      | 2      | 3      | 7    |
| 13   | 칠레                | 1      | 2      | 4      | 7    |
| 14   | 수리남              | 1      | 0      | 1      | 2    |
| 15   | 페루                | 0      | 4      | 2      | 6    |
| 16   | 도미니카 공화국     | 0      | 3      | 9      | 12   |
| 17   | 파나마              | 0      | 3      | 1      | 4    |
| 18   | 바하마              | 0      | 2      | 3      | 5    |
| 19   | 에콰도르            | 0      | 1      | 5      | 6    |
| 20   | 영국령 버진아일랜드 | 0      | 1      | 1      | 2    |
| 20   | 트리니다드 토바고   | 0      | 1      | 1      | 2    |
| 22   | 과테말라            | 0      | 0      | 2      | 2    |
| 23   | 버뮤다              | 0      | 0      | 1      | 1    |
| 23   | 엘살바도르          | 0      | 0      | 1      | 1    |
| 23   | 가이아나            | 0      | 0      | 1      | 1    |
| 23   | 파라과이            | 0      | 0      | 1      | 1    |
| 합계 | 합계                | 327    | 319    | 373    | 1019 |